# 胡裝
胡装（9世纪？—926年），五代十国后梁、后唐官员，邵州邵阳县人，礼部尚书胡曾之孙。
后梁将领杨师厚镇守魏州，胡装与副使李嗣业有旧交，前去依附，被推荐授任贵乡令。张彦作乱，李嗣业遇害，胡装罢官，客居魏州。李存勖初至，胡装谒见，求任官职，司空颋以他居官贪腐，很长时间都没有给他官职。天祐十三年（916年），李存勖回到太原，胡装在离亭等候；传达人员不让他进，他推门而入，说：“臣是本朝公卿子孙，从军至此。殿下要复兴唐祚，广求英才，以壮霸业。臣虽不才，羁旅多年，执事官员不肯录用，臣不能赴海触树，走胡适越，今日只能死于殿下了。”李存勖给他赐酒食慰劳遣送，让郭崇韬给予考虑。当年，署任馆驿巡官。不久，授监察御史里行，升任为节度巡官，赐绯鱼袋；历任推官、检校员外郎。胡装学书法没有章法，写诗不算名家，喜欢题壁，所至宫亭寺观，必写上自己的爵里，人们讥讽，他也不以为愧。当时四镇幕宾都佩戴金紫，胡装耻于佩戴银艾。天祐十七年（920年），李存勖自魏州前往德胜，与宾僚城楼饯别，群僚离席，胡装留下来献诗三篇，想要求高官官服。李存勖举大钟对胡装说：“员外能干了这杯吗？”胡装饮酒一向很少，但此时没有难色，为之一举饮尽，李存勖即解紫袍赐给他。同光初年，以胡装为给事中，跟随前往洛阳。当时连年大水，百官多困窘，胡装求为襄州副使。同光四年（926年），洛阳变扰，节度使刘训以私忿族灭胡装，诬奏胡装想要谋乱，人们都认为他说冤枉的。